# Скотстон
Скотстон (англ. Scotstoun) — район в западной части Глазго, Шотландия.
Он граничит с районом Garscadden на западе, с районами Виктория Парк, Джорданхилл и Whiteinch на востоке, с районом Джорданхилл на севере и рекой Клайд (за которой располагается район Braehead) на юге. В центре Скотстона лежит Scotstounhill, анклав поздней викторианской эпохи и послевоенной застройки, сосредоточенный вокруг железнодорожного вокзала Скотстон. Скотстон (вместе с верфтю Говен) является местом расположения фирмы «ВАЕ — системы надводных кораблей» (BAE Systems Surface Ships, бывшая Yarrow Shipbuilders), военно-морского судостроительного подрядчика, принадлежащего ВАЕ Systems.

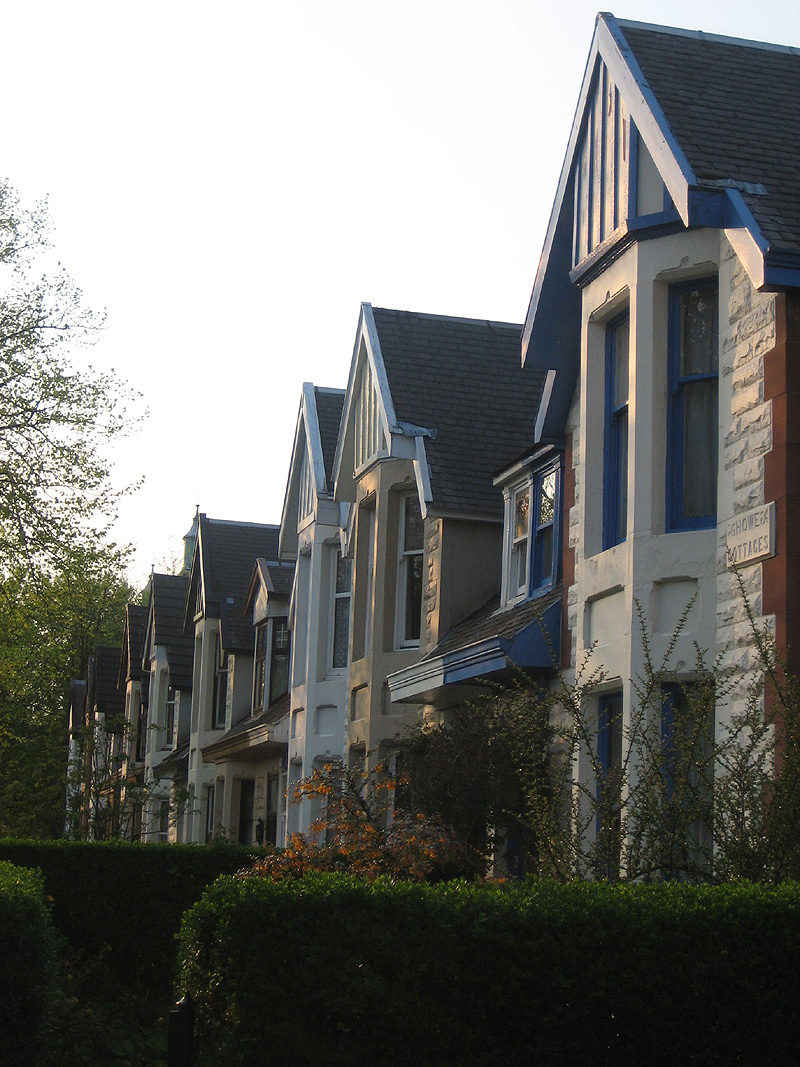
Earlbank Avenue, типичный проспект Скотстона

## История
Scotstoun был до начала 1860-х годов был местом расположения семейного поместья Освальдов, сосредоточенное вокруг Scotstoun House. К 1861 году по мере расширения на запад судостроительных предприятий Клайда, промышленная застройка достигла Скотстона. В 1861 году в этом районе была построена верфь Charles Connell and Company, а в 1906 году — новая верфь Yarrow Shipbuilders. Поместье Освальдов постепенно сокращалось, многие участки были проданы для жилищного строительства (здесь возник район Виктория-Парк) и для дальнейшего развития промышленного производства (металлургия, машиностроение, судостроение). Вдоль реки возникли такие предприятия, как Coventry Ordnance Works и Albion Motors.
В южной части Скотстона характерны каменные дома конца XIX — начала XX века, на севере — террасные загородные виллы того же периода в характерном английском стиле с широкими аллеями, ранний пример садового пригородного градостроительства в стиле Эбенизера Говарда.
На западе находится район высотных многоэтажек, квартиры Кингсвэй, и новый жилищный комплекс, построенный в 2016 году Жилищной Ассоциацией Глазго.

## Жильё и общественная жизнь
Сегодня часть Скотстона находится в заповедной зоне у водосбора Джорданхилл-Скулл и пользуется популярностью у семей, ищущих дома с садами поблизости от центра Вест-энда. Местная начальная школа и церковь лежат на севере области. К югу от основной дороги находится зона многоквартирных домов, смешение частной собственности и социального жилья. К западу расположен новый жилищный проект домов и квартир. Некоторые из высотных многоэтажек были снесены, чтобы освободить место для нового жилищного проекта Жилищной Ассоциации Глазго. Несколько многоэтажек по-прежнему стоят позади нового жилого комплекса.
В Скотстоне находится начальная школа Скотстона, в прошлом здесь располагалось прекрасное здание средней школы Виктория-Драйв из красного песчаника, которое было снесено в 1998 году. Одно из лучших исторических зданий Скотстона, Западная церковь, была таинственным образом уничтожена пожаром и на его месте в 1990-х годах построен жилищный комплекс Кала.
Скотстон недавно[когда?]

 прошёл период нового жилищного строительства, здесь расположен развлекательный центр Скотстон, открытый в 1994 году, где расположен стадион Скотстон, международный легкоатлетический центр, Шотландская Национальная Академия бадминтона, а также 25-метровый плавательный бассейн, используемый сборной Глазго по плаванию.
18 июня 2011 на улице Балморал был открыт новый общественный центр. Она называется «The Heart of Scotstoun Community Centre» (Общественный центр «Сердце Скотстона»). В 2016 году на Думбартон-Роуд открыто общественное кафе «Cafe Taste».
Часть Скотстона является охраняемой зоной, местные активисты образовали «Ассоциацию резидентов охраняемой зоны Скотстона» (Scotstoun Conservation Area Residents Association). Существует Общественный Совет Скотстона (Scotstoun Community Council), который активно работает в этой области представляет всё сообщество Скотстона. Совет общины собирается в последний четверг каждого месяца (за исключением июля и декабря) в Общественном центре «Сердце Скотстона». Эти встречи открыты для общественности.

## Начальная школа Скотстона
Начальная школа Скотстона построена Школьным советом Renfrew Landward в 1905 году на Earlbank Avenue. Здание отличается от тех, что были построены Школьным Советом Глазго во многих отношениях, в частности характерными башнями. Текущий директор школы Джилиан Маккей. Школа является частью нового образовательного сообщества Knightswood.